# Neukirchen an der Vöckla
Neukirchen an der Vöckla – gmina w Austrii, w kraju związkowym Górna Austria, w powiecie Vöcklabruck. 1 stycznia 2015 liczyła 2544 mieszkańców.